# Chthonerpeton viviparum
Chthonerpeton viviparum é uma espécie de anfíbio da família Typhlonectidae. É endémica do Brasil. Pode ser por vezes confundida com Luetkenotyphlus brasiliensis. O seu habitat é aquático em ambientes lênticos. O seu modo de reprodução é vivíparo.